# 203

## Събития
- Гай Фулвий Плавциан и Публий Септимий Гета стават римски консули.
- На Римски форум издигат Арка на Септимий Север

## Родени
- Елагабал, римски император